# 伊藤萬事件
伊藤萬事件（日语：イトマン事件、イトマンじけん）是日本在二戰後最大的經濟犯罪事件，事件的中心企業是綜合商社伊藤萬株式會社，超過3000億日元的資金在這起事件中去向不明。伊藤萬在這起事件後於1993年被住金物產（現日鐵物產）合併。